# Emecé Editores
Emecé Editores es una compañía editorial que nació en la Argentina en 1939 gracias a Mariano Medina del Río y Álvaro de las Casas, integrada en el Grupo Planeta en 2002.
Posee un fondo editorial con los más diversos géneros y los autores más destacados del siglo XX, como Jorge Luis Borges, Adolfo Bioy Casares, Albert Camus y Antoine de Saint-Exupéry, con El principito, la obra más vendida por Emecé en toda su dilatada historia.
Desde 2006 forman parte de Emecé Editores en la Argentina los sellos editoriales Seix Barral, Destino, Ediciones del Bronce, Pequeño Emecé, Espasa y Gestión 2000.

## Colecciones
Las colecciones de este sello editorial son estas:
- Biblioteca Jorge Luis Borges
- Biblioteca Adolfo Bioy Casares
- Grandes Novelistas
- Grandes Ensayistas
- Biblioteca Breve
- Formentor (Seix Barral)
- Cruz del Sur
- Lingua Franca

## Autores
Los autores que han publicado obras con Emecé son: Eduardo Belgrano Rawson, Mario Benedetti, Adolfo Bioy Casares, Marcelo Birmajer, Jorge Luis Borges, Edgardo Cozarinsky, Juan Forn, Juan Gelman, Alberto Manguel, Guillermo Martínez, Silvina Ocampo, Andrés Rivera, Juan José Saer, Pablo de Santis, Ernesto Sabato, Osvaldo Soriano, Gabriel Rolon , Héctor Tizón o Stephen King.

## Premio Emecé
El Premio Emecé Argentina es el más antiguo de los galardones argentinos de ﬁcción. La primera edición se celebró en 1954. Algunos de los premiados han sido Beatriz Guido, Dalmiro Sáenz, Griselda Gambaro, María Esther de Miguel, Angélica Gorodischer y Federico Jeanmaire. En 1971, correspondió a la novela Los viernes de la eternidad, de María Granata, y en 2010 a Dóberman, de Gustavo Ferreyra.